# 超額席次
超額席次可以在联立制 (MMP)系統選舉中出現 (例如德国)，當一方由黨派投票而獲得的席位，比直接投票贏得的席位少時發生，這種情況通常會使總席次增加。

## 外部連結
- （页面存档备份，存于）